# Matthew Parris

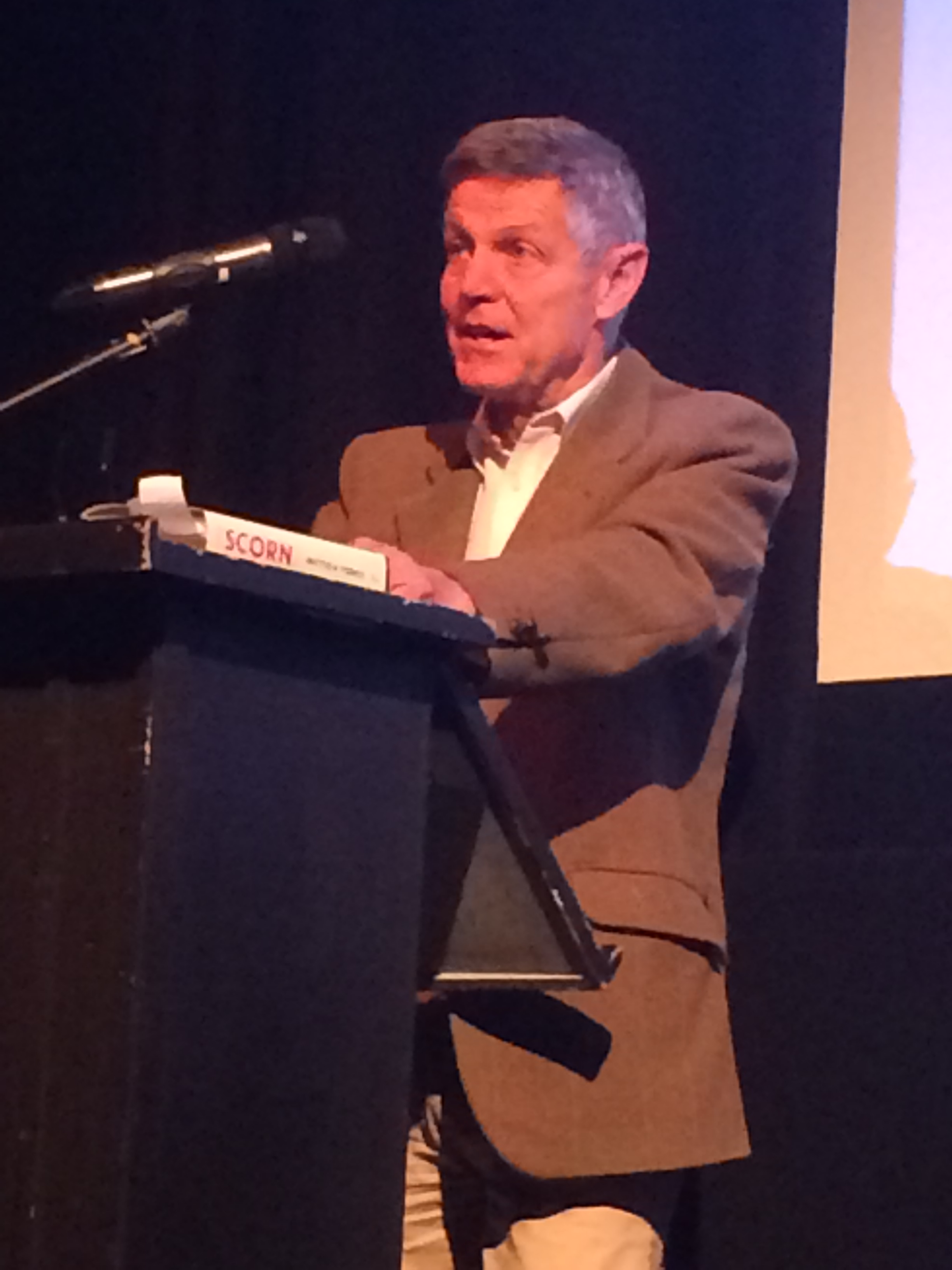
Matthew Parris 2017

Matthew Parris (* 7. August 1949) ist ein ehemaliger britischer Politiker der Conservative Party, der heute als Autor und Journalist tätig ist.

## Leben
Parris wuchs in Südafrika auf und besuchte in seiner Schulzeit Waterford Kamhlaba. Danach studierte er in England Rechtswissenschaften an der University of Cambridge und dann internationale Beziehungen an der Yale University. Nach dem Studiumsende war er zwei Jahre lang im britischen Foreign and Commonwealth Office tätig; er entschied sich dann aber für eine politische Laufbahn und engagierte sich als Politiker in der Conservative Party.
Vom 3. Mai 1979 bis 8. Mai 1986 war Parris als Nachfolger von James Scott-Hopkins Abgeordneter im House of Commons für den Wahlkreis West Derbyshire. Nachfolger von Parris als Abgeordneter wurde Patrick McLoughlin. Nach seiner Abgeordnetenzeit war Parris als Fernsehmoderator der britischen Fernsehsendung Weekend World auf ITV tätig; die Sendung übernahm er 1986 als Nachfolger von Fernsehjournalist Brian Walden. Die Sendung moderierte Parris bis 1988. Danach war er als Journalist auf BBC Radio 4 für die Dokumentation Great Lives tätig. Auch erschien er in der Sendung Have I Got News For You und moderierte die Sendung After Dark.
Parris schrieb als Autor im Laufe der Jahre viele Bücher. unter anderem A Castle in Spain, Mission Accomplished!: A Treasury of the Things Politicians Wish They Hadn't Said Matthew Parris und Chance Witness: An Outsider's Life in Politics.
Im August 2006 ging Parris mit dem britischen Journalisten Julian Glover eine "civil partnership" ein.  Parris lebt mit seiner Familie zeitweise in Spanien und in London, wo sie jeweils Privatwohnungen besitzen.

## Werke (Auswahl)
- 2007: Mission Accomplished!: A Treasury of the Things Politicians Wish They Hadn't Said Matthew Parris, Phil Mason (JR Books Ltd) ISBN 9781906217358
- 2005:  A Castle in Spain (Viking) ISBN 0-670-91547-5
- 2002: Chance Witness: An Outsider's Life in Politics (Viking) ISBN 0-670-89440-0
- 2002: The King's English (Oxford Language Classics Series) Henry Fowler, Frank Fowler, Matthew Parris (introduction) (Oxford University Press) ISBN 0-19-860507-2
- 2001: Off Message: New Labour, New Sketches (Robson Books, 2001) ISBN 1-86105-479-3
- 2000: I Wish I Hadn't Said That: The Experts Speak – and Get It Wrong! Matthew Parris (Vorwort), Christopher Cerf, Victor Navasky (HarperCollins, 2000) ISBN 0-00-653149-0
- 1999: Against the Law: The Classic Account of a Homosexual in 1950s Britain Peter Wildeblood, Matthew Parris (Einleitung) (Weidenfeld & Nicolson, 1999) ISBN 0-297-64382-7
- 1998: The Great Unfrocked: Two Thousand Years of Church Scandal (Robson, 1998) ISBN 1-86105-129-8
- 1998: Scorn with Extra Bile Matthew Parris (Herausgeber) (Penguin Books, 1998) ISBN 0-14-027780-3
- 1997: I Couldn't Possibly Comment: More Sketches from the Commons (Robson Books) ISBN 1-86105-095-X
- 1997: Read My Lips: A Treasury of Things Politicians Wish They Hadn't Said (Parkwest Publications) ISBN 1-86105-043-7
- 1995: Great Parliamentary Scandals: Four Centuries of Calumny, Smear and Innuendo (Robson Books) ISBN 0-86051-957-0
- 1995: Scorn with Added Vitriol (Hamish Hamilton) ISBN 0-241-13587-7
- 1994: Scorn: A Bucketful of Discourtesy, Disparagement, Invective, Ridicule, Impudence, Contumely, Derision, Hate, Affront, Disdain, Bile, Taunts, Curses and Jibes (Hamish Hamilton) ISBN 0-241-13384-X
- 1993: Look Behind You!: Sketches and Follies from the Commons (Robson) ISBN 0-86051-874-4
- 1991: So Far So Good...: Selected Pieces (Weidenfeld & Nicolson) ISBN 0-297-81215-7
- 1990: Inca Kola: A Traveller's Tale of Peru (Weidenfeld & Nicolson, 1990) ISBN 0-297-81075-8
- 1977: Coping with the Soviet Union, Peter Blaker, Julian Critchley, Matthew Parris (Conservative Political Centre Bookshop, 1977) ISBN 0-85070-599-1